# Van Gogh peignant des tournesols
« Le Peintre de tournesols » redirige ici. Pour les autres significations, voir Le Peintre de tournesols (homonymie).
Van Gogh peignant des tournesols est un portrait de Vincent van Gogh réalisé par Paul Gauguin en 1888. Le tableau est exposé au musée Van-Gogh à Amsterdam.

## Historique et circonstances
Le 23 octobre 1888, Gauguin rejoint Van Gogh dans le Midi de la France. Il s'installe à Arles dans la maison jaune où Van Gogh lui a préparé une chambre décorée avec des toiles de la série des tournesols. Gauguin y réalise le portrait de Van Gogh avant de quitter Arles le 25 décembre 1888.
Dans une lettre envoyée à son frère Théo en 1889, Van Gogh écrit au sujet de Gauguin : « As-tu vu ce portrait qu'il avait fait de moi peignant des tournesols ? Ma figure s'est après tout bien éclairée depuis mais c'était bien moi, extrêmement fatigué et chargé d'électricité comme j'étais alors ».